# Сен-Морис-де-Реман
Сен-Мори́с-де-Рема́н, Сен-Моріс-де-Реман (фр. Saint-Maurice-de-Rémens) — муніципалітет у Франції, у регіоні Овернь-Рона-Альпи, департамент Ен. Населення — 756 осіб (01.01.2021).
Муніципалітет розташований на відстані близько 390 км на південний схід від Парижа, 45 км на північний схід від Ліона, 28 км на південь від Бург-ан-Бресса.

## Географія
Село розташоване на лівому березі річки Альбарін, яка протікає на захід через комуну. Річки Айн формах, південно-західного кордону комуни.

## Історія
До 2015 року муніципалітет перебував у складі регіону Рона-Альпи. Від 1 січня 2016 року належить до нового об'єднаного регіону Овернь-Рона-Альпи.

## Демографія
Динаміка населення (INSEE і Cassini ):
Розподіл населення за віком та статтю (2006):
| Стать | Всього | До 15 років | 15-24 | 25-44 | 45-64 | 65-85 | Понад 85 |
| --- | ------ | ----------- | ----- | ----- | ----- | ----- | -------- |
| Чоловіки | 331    | 59          | 46    | 92    | 59    | 71    | 4        |
| Жінки | 323    | 76          | 21    | 87    | 76    | 55    | 8        |
| \| Статево-вікова піраміда \| Статево-вікова піраміда \| Статево-вікова піраміда \| \| ----------------------- \| ----------------------- \| ----------------------- \| \| Чоловіки \| Вік \| Жінки \| \| 4 \| 85 + \| 8 \| \| 0 \| 80-84 \| 4 \| \| 21 \| 75-79 \| 13 \| \| 25 \| 70-74 \| 13 \| \| 25 \| 65-69 \| 25 \| \| 13 \| 60-64 \| 17 \| \| 8 \| 55-59 \| 13 \| \| 25 \| 50-54 \| 21 \| \| 13 \| 45-49 \| 25 \| \| 25 \| 40-44 \| 29 \| \| 29 \| 35-39 \| 4 \| \| 25 \| 30-34 \| 29 \| \| 13 \| 25-29 \| 25 \| \| 21 \| 20-24 \| 4 \| \| 25 \| 15-20 \| 17 \| \| 21 \| 10-14 \| 25 \| \| 25 \| 5-9 \| 17 \| \| 13 \| 0-4 \| 34 \| |        |             |       |       |       |       |          |
| Статево-вікова піраміда |        |             |       |       |       |       |          |
| Чоловіки | Вік    | Жінки       |       |       |       |       |          |
| 4 | 85 +   | 8           |       |       |       |       |          |
| 0 | 80-84  | 4           |       |       |       |       |          |
| 21 | 75-79  | 13          |       |       |       |       |          |
| 25 | 70-74  | 13          |       |       |       |       |          |
| 25 | 65-69  | 25          |       |       |       |       |          |
| 13 | 60-64  | 17          |       |       |       |       |          |
| 8 | 55-59  | 13          |       |       |       |       |          |
| 25 | 50-54  | 21          |       |       |       |       |          |
| 13 | 45-49  | 25          |       |       |       |       |          |
| 25 | 40-44  | 29          |       |       |       |       |          |
| 29 | 35-39  | 4           |       |       |       |       |          |
| 25 | 30-34  | 29          |       |       |       |       |          |
| 13 | 25-29  | 25          |       |       |       |       |          |
| 21 | 20-24  | 4           |       |       |       |       |          |
| 25 | 15-20  | 17          |       |       |       |       |          |
| 21 | 10-14  | 25          |       |       |       |       |          |
| 25 | 5-9    | 17          |       |       |       |       |          |
| 13 | 0-4    | 34          |       |       |       |       |          |

## Економіка
2010 року серед 444 осіб працездатного віку (15—64 років) 347 були активними, 97 — неактивними (показник активності 78,2%, у 1999 році було 68,4%). З 347 активних мешканців працювало 307 осіб (166 чоловіків та 141 жінка), безробітними було 40 (16 чоловіків та 24 жінки). Серед 97 неактивних 25 осіб було учнями чи студентами, 45 — пенсіонерами, 27 були неактивними з інших причин.

У 2010 році в муніципалітеті числилось 269 оподаткованих домогосподарств, у яких проживали 710,0 особи, медіана доходів виносила 18 931 євро на одного особоспоживача